# Relations entre le Brésil et l'Indonésie
Les relations entre le Brésil et l'Indonésie sont les relations extérieures entre la république fédérative du Brésil et la république d'Indonésie.

## Histoire
Les relations diplomatiques entre le Brésil et l'Indonésie ont été établies en 1953.